# Communauté de communes du Sauveterrois
La communauté de communes du Sauveterrois  est un ancien établissement public de coopération intercommunale (EPCI) français, situé dans le département de la Gironde, en région Nouvelle-Aquitaine, dans l'Entre-deux-Mers.

## Historique
La communauté de communes du Pays de Sauveterre-de-Guyenne a été créée le 1er janvier 1998, par arrêté préfectoral en date du 29 décembre 1997, intégrant les neuf communes de Daubèze, Gornac, Mourens, Saint-Brice, Saint-Félix-de-Foncaude, Saint-Hilaire-du-Bois, Saint-Martin-de-Lerm, Saint-Martin-du-Puy et Sauveterre-de-Guyenne.
Le 23 décembre 1998, la commune de Saint-Félix-de-Foncaude se retire de la communauté.
Le 28 novembre 2000, la commune de Cleyrac adhère à la communauté.
Le 22 novembre 2001, la commune de Saint-Félix-de-Foncaude réintègre la communauté tandis que les communes de Castelviel et Saint-Sulpice-de-Pommiers y font leur entrée.
Le 5 décembre 2003, les communes de Caumont, Coirac et Mauriac adhèrent à la communauté.
Blasimon est la dernière commune à rejoindre la communauté contribuant à porter le nombre communes participantes à 16.
Le 1er janvier 2014, selon un arrêté préfectoral en date du 30 mai 2013, le périmètre de la communauté de communes du Sauveterrois a été étendu à 12 communes précédemment membres de la Communauté de communes du Monségurais, savoir Castelmoron-d'Albret, Cours-de-Monségur, Coutures, Dieulivol, Landerrouet-sur-Ségur, Le Puy, Mesterrieux, Neuffons, Rimons, Sainte-Gemme, Saint-Sulpice-de-Guilleragues et Taillecavat et quatre communes précédemment membres de la communauté de communes du Pays de Pellegrue, savoir Cazaugitat, Saint-Antoine-du-Queyret, Saint-Ferme et Soussac, lesdites communautés de communes du Monségurais et du Pays de Pellegrue ayant été dissoutes au 31 décembre précédent.
Elle fusionne avec la communauté de communes du canton de Targon pour former la Communauté des communes rurales de l'Entre-Deux-Mers au 1er janvier 2017.

## Composition
La communauté de communes du Sauveterrois était composée des 32 communes suivantes :
| Nom                           | Code Insee | Gentilé          | Superficie (km2) | Population (dernière pop. légale) | Densité (hab./km2) |
| ----------------------------- | ---------- | ---------------- | ---------------- | --------------------------------- | ------------------ |
| Sauveterre-de-Guyenne (siège) | 33506      | Sauveterriens    | 31,75            | 1 793 (2014)                      | 56                 |
| Blasimon                      | 33057      | Blasimonais      | 29,76            | 908 (2014)                        | 31                 |
| Castelmoron-d'Albret          | 33103      | Castelmoronais   | 0,04             | 51 (2014)                         | 1 275              |
| Castelviel                    | 33105      | Castelvieillois  | 8,02             | 202 (2014)                        | 25                 |
| Caumont                       | 33112      | Caumontois       | 7,58             | 159 (2014)                        | 21                 |
| Cazaugitat                    | 33117      | Cazaugitais      | 14,35            | 245 (2014)                        | 17                 |
| Cleyrac                       | 33129      | Cleyracais       | 6,07             | 158 (2014)                        | 26                 |
| Coirac                        | 33131      | Coiracais        | 5,76             | 206 (2014)                        | 36                 |
| Cours-de-Monségur             | 33136      | Coursois         | 9,64             | 283 (2014)                        | 29                 |
| Coutures                      | 33139      |                  | 3,40             | 103 (2014)                        | 30                 |
| Daubèze                       | 33149      | Daubéziens       | 5,63             | 147 (2014)                        | 26                 |
| Dieulivol                     | 33150      | Dieulivolais     | 10,47            | 318 (2014)                        | 30                 |
| Gornac                        | 33189      | Gornacais        | 8,35             | 411 (2014)                        | 49                 |
| Landerrouet-sur-Ségur         | 33224      | Landerrouetiens  | 3,14             | 97 (2014)                         | 31                 |
| Mauriac                       | 33278      | Mauriacais       | 10,02            | 263 (2014)                        | 26                 |
| Mesterrieux                   | 33283      | Mesterriais      | 3,59             | 201 (2014)                        | 56                 |
| Mourens                       | 33299      | Mourennais       | 10,63            | 384 (2014)                        | 36                 |
| Neuffons                      | 33304      | Neuffonais       | 4,67             | 159 (2014)                        | 34                 |
| Le Puy                        | 33345      | Podiens          | 8,15             | 382 (2014)                        | 47                 |
| Rimons                        | 33353      | Rimonais         | 14,38            | 198 (2014)                        | 14                 |
| Saint-Antoine-du-Queyret      | 33372      | Saint-Antoinais  | 6,85             | 73 (2014)                         | 11                 |
| Saint-Brice                   | 33379      | Saint-Brissois   | 5,76             | 312 (2014)                        | 54                 |
| Saint-Félix-de-Foncaude       | 33399      |                  | 10,33            | 297 (2014)                        | 29                 |
| Saint-Ferme                   | 33400      | Saint-Fermois    | 20,09            | 358 (2014)                        | 18                 |
| Saint-Hilaire-du-Bois         | 33419      | Saint-Hilairiens | 4,50             | 71 (2014)                         | 16                 |
| Saint-Martin-de-Lerm          | 33443      | Hermois          | 7,02             | 139 (2014)                        | 20                 |
| Saint-Martin-du-Puy           | 33446      | Martinois        | 9,10             | 192 (2014)                        | 21                 |
| Saint-Sulpice-de-Guilleragues | 33481      | Saint-Sulpiciens | 6,89             | 223 (2014)                        | 32                 |
| Saint-Sulpice-de-Pommiers     | 33482      | Saint-Sulpiciens | 9,82             | 236 (2014)                        | 24                 |
| Sainte-Gemme                  | 33404      | Saint-Gemmois    | 9,55             | 221 (2014)                        | 23                 |
| Soussac                       | 33516      | Soussacais       | 6,61             | 181 (2014)                        | 27                 |
| Taillecavat                   | 33520      | Loubatons        | 9,49             | 320 (2014)                        | 34                 |

## Démographie
| 2011  | 2012  | 2013  |
| ----- | ----- | ----- |
| 9 268 | 9 302 | 9 298 |

## Administration
L'administration de l'intercommunalité reposait, à compter du renouvellement général des conseils municipaux de mars 2014, sur 48 délégués titulaires, à raison d'un délégué par commune membre, sauf Sauveterre-de-Guyenne qui en disposait de sept, Blasimon de quatre et Dieulivol, Gornac, Mourens, Le Puy, Saint-Brice, Saint-Ferme et Taillecavat qui en disposaient chacune de deux.
| Période                                  | Période | Identité        | Étiquette | Qualité                                                                    |
| ---------------------------------------- | ------- | --------------- | --------- | -------------------------------------------------------------------------- |
| Les données manquantes sont à compléter. |         |                 |           |                                                                            |
| 2008                                     | 2016    | Yves d'Amécourt | UMP       | Maire de Sauveterre-de-Guyenne (2008-2020), Conseiller général (2004-2015) |

Le président était assisté de huit vice-présidents :
- Christiane Fouilhac, maire de Castelviel, chargé de l'animation tourisme et promotion du territoire,
- Didier Lamouroux, maire de Gornac, chargé du développement économique du territoire et de l'animation et de la gestion de la Zone d'activité économique du Sauveterrois,
- Daniel Barbe, maire de Blasimon, chargé de l'enfance, de la jeunesse et des actions sociales,
- Serge Duru, maire de Saint-Brice, chargé de la voirie, des chemins de randonnées et de la signalétique,
- Patrick Maumy, maire de Daubèze, chargé des travaux bâtiments et des actions logements,
- Alain Didier, maire de Mesterrieux, chargé de la communication, des TIC et de l'aménagement numérique,
- Thierry Laborde, maire de Neuffons, chargé du développement durable et agricole et de l'environnement,
- Francis Lapeyre, maire de Saint-Hilaire-du-Bois, chargé des associations sportives et culturelles.

## Compétences
La communauté de Communes du Sauveterrois a adopté les compétences suivantes :
- Aménagement de l’espace
- Développement économique
- Protection et mise en valeur de l’environnement
- Aménagement et entretien de la voirie
- Politique du logement et cadre de vie
- Équipements culturels et sportifs petite enfance et jeunesse (centre de loisirs).

En matière d'accompagnement des entreprises et de développement économique, la communauté de communes s'en rapportait aux compétences du syndicat mixte du Pays du Haut Entre-deux-Mers, structure porteuse de la démarche Pays.